# Giorgio Lupano
Giorgio Lupano (* 5. Oktober 1969 in Trofarello, Piemont) ist ein italienischer Schauspieler.

## Leben

### Ausbildung und Theater
Giorgio Lupano wuchs in seiner Geburtsstadt Trofarello, einem kleinen norditalienischen Dorf in der Nähe von Turin, auf. Seine Schauspielausbildung, die er 1993 mit dem Schauspieldiplom abschloss, absolvierte er an der Scuola del Teatro Stabile di Torino. Als Student arbeitete er als Statist bei Opernaufführungen am Teatro Regio in Turin.
Am Anfang seiner Karriere standen Theaterauftritte, u. a. am Teatro Stabilo in Turin (1992–Saison 1994/95; als Lucilio in Timon von Athen, Regie: W. Pagliaro). Sein Theaterdebüt gab er 1992 in Le Antigoni della Terra am Teatro Stabilo; noch im selben Jahr folgte Maß für Maß.
Bühnenrollen hatte er u. a. auch in König Lear (1993; Regie: Franco Branciaroli), Street Scene (1995, Regie: Giorgio Gallione), Ein Monat auf dem Lande (1996–97, Regie: Marco Sciaccaluga) und Skylight (1998–99, Regie: Luca Barbareschi). Auf der Bühne arbeitete er auch mit den Regisseuren Luca Ronconi (1992; in Maß für Maß, Pilade von Pier Paolo Pasolini), M. Avogadro, Ugo Gregoretti, Krzysztof Zanussi (in: I parenti terribili von Jean Cocteau), Gabriele Lavia (in Il duello von Heinrich von Kleist) und Roberto Andò (2001; in Die Geburtstagsfeier von Harold Pinter) zusammen. Auch später kehrte er immer wieder ans Theater zurück. 2004 übernahm er die Hauptrolle in dem Stück Le peintre des Madones von Michel-Marc Bouchard in Montreal (Regie: Serge Denoncourt). In der Saison 2005–06 war er am Teatro Comunale di Monfalcone in der Komödie Arsen und Spitzenhäubchen von Kesselring (Regie: Attilio Corsini) zu sehen, 2007 spielte er am Teatro Vittoria in Rom, wieder unter der Regie von Attilio Corsini, in Black comedy (dt. Titel: Komödie im Dunkeln) von Peter Shaffer. 2009–11 war er Regisseur und, gemeinsam mit Cristian Giammarini, Hauptdarsteller in dem Zwei-Personenstück Maratona di New York von Edoardo Erba. Im Oktober 2010 spielte er in Rom in Campana & il 75 von Israel Horovitz (Regie: Eleonora Pippo).
In Maratona di New York trat er auch in späteren Jahren immer wieder auf; von November 2014 bis Februar 2015 ging er mit dem Stück erneut auf Tournee und gastierte u. a. am Teatro Puccini in Florenz (November 2015), am Teatro Civico in Schio (Dezember 2014) und am Teatro Remondini in Bassano (Januar 2015). Im November 2015 trat er am Teatro Duse in Bologna in Figli di un Dio minore von Mark Medoff auf. Mit Figli di un Dio minore war er auch auf Italien-Tournee. Im Mai 2016 spielte er am Teatro Baretti in Turin in dem Kriminalstück Nodo alla Gola von Patrick Hamilton.

### Film und Fernsehen
Ab Mitte der 1990er Jahre war Lupano in Italien zuerst in Fernsehserien und Fernsehfilmen zu sehen. Seine erste wichtige Kinorolle hatte er, unter der Regie von Roberto Andò, in Il manoscritto del principe (2000), in dem er den jungen Guido Lanza verkörperte. In der französisch-schweizerisch-italienischen Co-Produktion Preis des Verlangens (2004) von Roberto Andò spielte er Fabrizio, den Stiefsohn des Schriftstellers Serge Novak (Daniel Auteuil). Weitere Kinorollen hatte er in dem Filmdrama L'amore nascosto (2007; mit Isabelle Huppert als Partnerin), in dem Katastrophenfilm Die Flut – Wenn das Meer die Städte verschlingt (2007; als Toni Lombardi), in dem Thriller The International (2009; als Scharfschütze in Mailand), Die Päpstin (2009; als Mamertus) und in dem Historienfilm Die Belagerung – September Eleven 1683 (2012; als Graf Starhemberg), 
Von 2010 bis 2013 übernahm er die männliche Hauptrolle in der italienischen Fernsehserie Paura di amare, in der er Stefano Loi, den reichen Präsidenten eines Turiner Pharmazieunternehmens, spielte. In dem zweiteiligen italienischen Fernsehfilm K2 – La montagna degli italiani (2012) von Robert Dornhelm stellte er den am K2 tödlich verunglückten italienischen Bergsteiger Mario Puchoz dar. 
Lupano war ab 2011 auch in mehreren deutschsprachigen Produktionen zu sehen, so in der ZDF-Krimireihe Unter Verdacht (2011; an der Seite von Senta Berger als arroganter Grenzschutz-Chef Dottore Francesco Basani) und in der BR-Serie München 7 (2012; in einer wiederkehrenden Serienrolle als Angelo Malerba, der Lebensgefährte der von Monika Gruber gespielten Serienfigur Moni Riemerschmidt). In dem Fernsehfilm Die Kinder der Villa Emma (2016), der die Odyssee von 73 jüdischen Kindern und Jugendlichen beschreibt, die im faschistischen Italien vor den Nationalsozialisten gerettet wurden, spielte Lupano den an der Rettung beteiligten antifaschistischen Arzt Giuseppe Moreali. Im Mai 2016 war Lupano in dem ZDF-„Herzkino“-Film Ein Sommer auf Sizilien in einer Hauptrolle zu sehen; er spielte, an der Seite von Henriette Richter-Röhl, den machohaften italienischen Winzer und Weingroßhändler Vincenzo. 

### Privates
Lupano lebt in Rom. Er beherrscht die Gebärdensprache, die er auch in seiner Rolle in dem Theaterstück Figli di un Dio minore einsetzte. Lupano besitzt Grundkenntnisse der deutschen Sprache; in deutschsprachigen Rollen ist er daher mit  seiner eigenen Stimme zu hören.

## Filmografie
- 1994: Timone d’Atene[10]  (Theateraufzeichnung; Teatro Carignano/Turin)
- 1997: Il conto Montecristo (TV-Miniserie)
- 1999: Nanà (TV-Film)
- 2000: Commissario Montalbano: La forma dell’acqua  (TV-Serie, eine Folge)
- 2000: Il manoscritto del principe
- 2000: Sospetti (TV-Serie)
- 2004: Preis des Verlangens (Sotto falso nome)
- 2005: E ridendo l’uccise
- 2005: Regina dei fiori (TV-Film)
- 2007: Die Flut – Wenn das Meer die Städte verschlingt (Flood)
- 2007: Die Vorstadtprinzessin (TV-Film)
- 2007: L’amore nascosto
- 2007: Euclide era un bugiardo
- 2008: La stella della porta accanto (TV-Miniserie)
- 2008: Einstein (TV-Miniserie)
- 2008–2009: R.I.S. - Delitti imperfetti (TV-Serie)
- 2009: The International (The International)
- 2009: Die Päpstin (Pope Joan)
- 2009–2010: Un caso di coscienza (TV-Miniserie)
- 2010–2013: Paura di amare (TV-Serie)
- 2011: Unter Verdacht: Die elegante Lösung (TV-Reihe)
- 2012: München 7 (TV-Serie)
- 2012: K2 – La montagna degli italiani (TV-Zweiteiler)
- 2012: Die Belagerung – September Eleven 1683 (The Day of the siege – September Eleven 1683)
- 2012: Il paese delle piccole piogge  (TV-Film)
- 2014: Il restauratore (TV-Serie)
- 2015: Hannibal (TV-Serie)
- 2016: Die Kinder der Villa Emma (TV-Film)
- 2016: Ein Sommer auf Sizilien (TV-Film)